# Черкизов, Андрей Александрович
Андре́й Алекса́ндрович Семёнов (1 апреля 1954, Москва — 14 января 2007, там же) — российский журналист, теле- и радиоведущий, политический деятель. В журналистской и творческой деятельности использовал псевдоним Андре́й Черки́зов.

## Биография
Окончил в 1977 году Московский государственный педагогический институт имени Ленина. По образованию — историк.
В 1981—1988 годах Андрей был литературным секретарём и помощником писателя Юлиана Семёнова («не родственник и даже не однофамилец» — так отсекал возникавшие вопросы Черкизов). Печатался в газете «Советская культура».
В 1987 году Черкизов впервые в советской печати выступил против общества «Память» и антисемитской идеологии ЦК КПСС, в связи с чем выиграл три гражданских процесса. С 1989 по 1991 год сотрудничал с радио «Свобода», тогда же создал советско-британское издательство «Интер-Версо» (совместно с левым лондонским издательством «Verso Books»). Оно выпустило первую в СССР книгу публицистики Андрея Сахарова «Тревога и надежда».
С января 1991 года по январь 2007 года (последний эфир провёл 20 декабря 2006 года) был политическим обозревателем радиостанции «Эхо Москвы». В разное время вёл радиопрограммы «Кухня Черкизова», а также «На злобу дня» («Реплика Черкизова»).
В 1991—1993 годах Черкизов также работал в телекомпании ВИD, вёл телевизионные программы «Человек недели» и «Да».
В 1992 году был руководителем пресс-центра временной администрации в зоне осетино-ингушского конфликта, с 27 января по 26 июля 1993 года — генеральным директором Российского агентства интеллектуальной собственности.
С ноября 1996 года по ноябрь 1997-го, с марта по июнь 1998-го и с января по апрель 2001 года — ведущий телевизионной программы «Час быка» на телеканале НТВ (название программы заимствовано у романа русского писателя и мыслителя Ивана Ефремова), выходившей в рамках утреннего канала «Сегодня утром». Программа существовала в трёх вариантах: первый — в формате беседы с гостем в студии (1996—1997), второй — аналитический обзор прессы с комментариями ведущего (1998), третий — авторский взгляд на актуальные общественно-политические темы (2001—2003). Свои авторские комментарии он часто называл «витаминами для размышления».
В апреле 2001 года перешёл со своей программой на ТНТ, а в мае этого же года — на ТВ-6. В сентябре 2001 года название программы изменилось на «Назло». Под тем же названием программа выходила и на телеканале ТВС (с июня 2002 по июнь 2003 года).
Автор книги «Хронограф», изданной в 1996 году. Имея образование историка, выступил сценаристом документального фильма «Россия. XX век. Взгляд на власть» (1999).
По вероисповеданию был католиком. Одним из первых в России публично заявил (в 1997 году) о своей гомосексуальной ориентации.
Андрея Черкизова считали ярким представителем авторской журналистики. Эксперты по языку СМИ портала «Грамота.ру» отмечали нередкое использование А. Черкизовым грубой, просторечной, инвективной лексики, нецензурных слов.
Черкизов публично критиковал владельцев СМИ, где он сам работал, — Владимира Гусинского и Анатолия Чубайса.
Черкизову принадлежит шокировавшее общественность сравнение президента России Путина с «бледной молью».
Скончался на 53-м году жизни 14 января 2007 года (от сердечного приступа). Похоронен на Бабушкинском кладбище.